# Мортон-Гроув (Іллінойс)
Мортон-Гроув (англ. Morton Grove) — селище (англ. village) в США, в окрузі Кук штату Іллінойс. Населення — 25 297 осіб (2020).

## Географія
Мортон-Гроув розташований за координатами 42°2′32″ пн. ш. 87°47′20″ зх. д. / 42.04222° пн. ш. 87.78889° зх. д. (42.042321, -87.789012).  За даними Бюро перепису населення США в 2010 році селище мало площу 13,18 км², уся площа — суходіл.

## Демографія
Згідно з переписом 2010 року, у селищі мешкало 23 270 осіб у 8630 домогосподарствах у складі 6401 родини. Густота населення становила 1766 осіб/км².  Було 9036 помешкань (686/км²).
Расовий склад населення:
| - 66,2 % — білих - 28,0 % — азіатів - 1,2 % — чорних або афроамериканців - 0,2 % — корінних американців - 1,7 % — осіб інших рас |

До двох чи більше рас належало 2,7 %. Частка іспаномовних становила 6,5 % від усіх жителів.
За віковим діапазоном населення розподілялося таким чином: 19,0 % — особи молодші 18 років, 60,4 % — особи у віці 18—64 років, 20,6 % — особи у віці 65 років та старші. Медіана віку мешканця становила 45,8 року. На 100 осіб жіночої статі у селищі припадало 91,4 чоловіків;  на 100 жінок у віці від 18 років та старших — 88,7 чоловіків також старших 18 років.
Середній дохід на одне домашнє господарство  становив 86 296 доларів США (медіана — 75 166), а середній дохід на одну сім'ю — 94 528 доларів (медіана — 84 121). Медіана доходів становила 59 395 доларів для чоловіків та 51 875 доларів для жінок. За межею бідності перебувало 8,8 % осіб, у тому числі 13,9 % дітей у віці до 18 років та 5,1 % осіб у віці 65 років та старших.
Цивільне працевлаштоване населення становило 11 126 осіб. Основні галузі зайнятості: освіта, охорона здоров'я та соціальна допомога — 28,9 %, роздрібна торгівля — 12,3 %, виробництво — 10,8 %, науковці, спеціалісти, менеджери — 9,8 %.